# Чемпионат Андорры по футболу 2011/2012
Примера Дивисио 2011/12 (кат. Primera Divisió 2011/12) — семнадцатый сезон чемпионата Андорры по футболу. В турнире приняло участие 8 клубов и проходил он с 18 сентября 2012 года по 20 мая 2012 года. Чемпионом впервые стал клуб «Лузитанс» и получил право играть в первом квалификационном раунде Лиги чемпионов 2012/13. Серебряный и бронзовый призёр «Санта-Колома» и «Унио Эспортива Санта-Колома» выступят в первом квалификационном раунде Лиги Европы 2012/13. В Сегона Дивизио (второй дивизион) вылетел «Ранжерс».
Лучшим бомбардиром стал Виктор Бернат из «Унио Эспортива Санта-Колома» забивший 14 мячей, игроком сезона по версии УЕФА стал Виктор Морейра из «Лузитанса».

## Участники
В чемпионате Андорры приняло участие 8 команд из 5 населённых пунктов.
| Клуб                        | Город               | Позиция в сезоне 2010/11 | Главный тренер   |
| --------------------------- | ------------------- | ------------------------ | ---------------- |
| Интер                       | Эскальдес-Энгордань | 6                        |                  |
| Лузитанс                    | Андорра-ла-Велья    | 3                        | Висенте Маркес   |
| Принсипат                   | Андорра-ла-Велья    | 5                        |                  |
| Ранжерс                     | Андорра-ла-Велья    | 2, Сегона Дивизио        |                  |
| Сан-Жулиа                   | Сан-Жулиа-де-Лория  | 2                        | Хулио Аперадор   |
| Санта-Колома                | Санта-Колома        | 1                        | Луис Бланко      |
| Унио Эспортива Санта-Колома | Санта-Колома        | 4                        | Луис Мигель Алой |
| Энгордани                   | Эскальдес-Энгордань | 3, Сегона Дивизио        |                  |

## Первый этап

### Таблица лиги
| М | Команда                     | И  | В  | Н | П  | Мячи    | ±   | О  | Примечания            |
| - | --------------------------- | -- | -- | - | -- | ------- | --- | -- | --------------------- |
| 1 | Санта-Колома                | 14 | 10 | 2 | 2  | 51 − 9  | +42 | 32 | Борьба за чемпионство |
| 2 | Лузитанс                    | 14 | 9  | 4 | 1  | 40 − 12 | +28 | 31 | Борьба за чемпионство |
| 3 | Унио Эспортива Санта-Колома | 14 | 9  | 3 | 2  | 54 − 12 | +42 | 30 | Борьба за чемпионство |
| 4 | Сан-Жулиа                   | 14 | 8  | 4 | 2  | 47 − 14 | +33 | 28 | Борьба за чемпионство |
| 5 | Принсипат                   | 14 | 3  | 3 | 8  | 17 − 27 | −10 | 12 | Борьба за выживание   |
| 6 | Энгордани                   | 14 | 3  | 3 | 8  | 17 − 45 | −28 | 12 | Борьба за выживание   |
| 7 | Интер (Эскальдес)           | 14 | 3  | 1 | 10 | 13 − 51 | −38 | 10 | Борьба за выживание   |
| 8 | Ранжерс                     | 14 | 1  | 0 | 13 | 8 − 77  | −69 | 3  | Борьба за выживание   |

И — игры, В — выигрыши, Н — ничьи, П — проигрыши, Мячи — забитые и пропущенные голы, ± — разница голов, О — очки

Источник данных: soccerway.com

## Второй раунд

### Борьба за чемпионство
| М | Команда                     | И  | В  | Н | П | Мячи    | ±   | О  | Примечания                                           |
| - | --------------------------- | -- | -- | - | - | ------- | --- | -- | ---------------------------------------------------- |
| 1 | Лузитанс                    | 20 | 11 | 7 | 2 | 48 − 18 | +30 | 40 | Первый квалификационный раунд Лига чемпионов 2012/13 |
| 2 | Санта-Колома                | 20 | 11 | 5 | 4 | 56 − 17 | +39 | 38 | Первый квалификационный раунд Лиги Европы 2012/13    |
| 3 | Унио Эспортива Санта-Колома | 20 | 10 | 7 | 3 | 61 − 20 | +41 | 37 | Первый квалификационный раунд Лиги Европы 2012/13    |
| 4 | Сан-Жулиа                   | 20 | 10 | 6 | 4 | 57 − 22 | +35 | 36 |                                                      |

И — игры, В — выигрыши, Н — ничьи, П — проигрыши, Мячи — забитые и пропущенные голы, ± — разница голов, О — очки

Источник данных: soccerway.com

### Борьба за выживание
| М | Команда           | И  | В | Н | П  | Мячи     | ±   | О  | Примечания                          |
| - | ----------------- | -- | - | - | -- | -------- | --- | -- | ----------------------------------- |
| 5 | Принсипат         | 20 | 8 | 3 | 9  | 32 − 32  | 0   | 27 |                                     |
| 6 | Энгордани         | 20 | 6 | 4 | 10 | 32 − 51  | −19 | 22 |                                     |
| 7 | Интер (Эскальдес) | 20 | 5 | 3 | 12 | 34 − 65  | −31 | 18 | Плей-офф за место в Примера Дивизио |
| 8 | Ранжерс           | 20 | 1 | 1 | 18 | 16 − 111 | −95 | 4  | Выбывание в Сегона Дивизио          |

И — игры, В — выигрыши, Н — ничьи, П — проигрыши, Мячи — забитые и пропущенные голы, ± — разница голов, О — очки

Источник данных: soccerway.com

## Плей-офф за место в Примера Дивизио
Седьмая команда Примера Дивизио «Интер» встретилась с клубом «Экстременья», который занял второе место в Сегона Дивизио 2011/12. По итогам двух встреч в чемпионате Андорры 2012/13 будет выступать «Интер», победивший соперника с общим счётом (3:0).
| 13 мая 2012       | \| Интер (Эскальдес) \| 2:0 \| Экстременья \| |             |
| Интер (Эскальдес) | 2:0                                           | Экстременья |

| 20 мая 2012 | \| Экстременья \| 0:1 \| Интер (Эскальдес) \| |                   |
| Экстременья | 0:1                                           | Интер (Эскальдес) |

## Лучшие бомбардиры
| № | Игрок         | Клуб                        | Голов |
| 1 | Виктор Бернат | Унио Эспортива Санта-Колома | 14    |